# Thierry Correia
Thierry Rendall Correia (Amadora, Lisboa, Portugal, 9 de marzo de 1999) es un futbolista portugués que juega como defensa en el Valencia C. F. de la Primera División de España.

## Trayectoria
Tras empezar a formarse como futbolista en el Sporting C. P. durante ocho años, finalmente hizo su debut con el primer equipo el 29 de noviembre de 2018 en la Liga Europa de la UEFA contra el Qarabağ F. K., tras sustituir a Bruno Gaspar en el minuto 74.
El 28 de julio de 2019, el Sporting C. P. se enfrentó al Valencia C. F. en el torneo de presentación del conjunto luso, el Trofeo Cinco Violinos donde el Sporting de Lisboa cayó derrotado ante el conjunto ché por 1-2. No obstante, el lateral de Amadora realizó una buena actuación que sorprendió al conjunto valencianista.  
El 2 de septiembre se marchó traspasado por 12 millones de euros al Valencia C. F. Firmó un contrato hasta el 30 de junio de 2024 con una cláusula de rescisión de 100 millones de euros. Su primer partido como valencianista fue el 25 de septiembre de 2019 contra el Getafe C. F. en Mestalla en la sexta jornada de Liga en un partido que finalizó con el resultado de empate a tres. Una semana después debutó en Liga de Campeones en la derrota por cero a tres ante el A. F. C. Ajax.

## Estadísticas

### Clubes
Actualizado al último partido disputado el 27 de octubre de 2024.
| Club                    | Div.          | Temporada     | Liga  | Liga  | Copas nacionales | Copas nacionales | Copas internacionales | Copas internacionales | Total | Total |
| Club                    | Div.          | Temporada     | Part. | Goles | Part.            | Goles            | Part.                 | Goles                 | Part. | Goles |
| ----------------------- | ------------- | ------------- | ----- | ----- | ---------------- | ---------------- | --------------------- | --------------------- | ----- | ----- |
| Sporting C. P. Portugal | 1.ª           | 2018-19       | 0     | 0     | 0                | 0                | 2                     | 0                     | 2     | 0     |
| Sporting C. P. Portugal | 1.ª           | 2019-20       | 4     | 0     | 1                | 0                | 0                     | 0                     | 5     | 0     |
| Sporting C. P. Portugal | Total club    | Total club    | 4     | 0     | 1                | 0                | 2                     | 0                     | 7     | 0     |
| Valencia C. F. · España | 1.ª           | 2019-20       | 4     | 0     | 2                | 0                | 1                     | 0                     | 7     | 0     |
| Valencia C. F. · España | 1.ª           | 2020-21       | 29    | 1     | 3                | 1                | ―                     | ―                     | 32    | 2     |
| Valencia C. F. · España | 1.ª           | 2021-22       | 19    | 0     | 3                | 0                | ―                     | ―                     | 22    | 0     |
| Valencia C. F. · España | 1.ª           | 2022-23       | 27    | 0     | 1                | 0                | ―                     | ―                     | 28    | 0     |
| Valencia C. F. · España | 1.ª           | 2023-24       | 31    | 0     | 4                | 0                | ―                     | ―                     | 35    | 0     |
| Valencia C. F. · España | 1.ª           | 2024-25       | 11    | 0     | 0                | 0                | ―                     | ―                     | 11    | 0     |
| Valencia C. F. · España | Total club    | Total club    | 121   | 1     | 13               | 1                | 1                     | 0                     | 135   | 2     |
| Total carrera           | Total carrera | Total carrera | 125   | 1     | 14               | 1                | 3                     | 0                     | 142   | 2     |

## Palmarés

### Campeonatos internacionales
| Título                                 | Club                                   | País       | Año  |
| -------------------------------------- | -------------------------------------- | ---------- | ---- |
| Campeonato de Europa Sub-17 de la UEFA | Selección de fútbol sub-17 de Portugal | Azerbaiyán | 2016 |
| Campeonato Europeo de la UEFA Sub-19   | Selección de fútbol sub-19 de Portugal | Finlandia  | 2018 |